# Croix de la Brassée (Guillac)
Pour les articles homonymes, voir Croix de la Brassée.
La Croix de la Brassée est située  au lieu-dit "la Brassée" sur la commune de  Guillac dans le Morbihan.

## Historique
La croix de la Brassée fait l’objet d’une inscription au titre des monuments historiques depuis le 13 février 1929.